# Parobé
Parobé egy község (município) Brazília Rio Grande do Sul államában, a Paranhana-völgyben. Népességét 2021-ben 59 419 főre becsülték.

## Története
José Martins Nossa Senhora da Conceição do Funil birtokának felosztásából keletkezett, ahol maniókát termesztettek. Az első német telepesek 1846-ban érkeztek, a fő bevételi forrás pedig a kézművesség lett. 1908-ban Taquara kerületévé nyilvánították (amely 1886-ban függetlenedett Santo Antônio da Patrulha községtől) Parobé néven. Az elnevezés João José Pereira Parobé mérnökre utal, aki építésügyi miniszter volt, és vasutat építtetett. A település a vasútállomás körül alakult ki. Az 1940-es, 1950-es években megjelentek az első gyárak (bőrfeldolgozás, cipőgyártás), az 1970-es években pedig átszervezték ezeket, létrehozva a nagy és modern vállalatokat. 1982-ben Parobé kivált Taquaraból, és önálló községgé alakult.

## Leírása
A Paranhana-völgyben, Porto Alegre metropolisz-övezetében (Região Metropolitana de Porto Alegre, RMPA), Taquaratól öt kilométerre északnyugatra helyezkedik el. Viszonylag közel van az állam fővárosához, a fontos oktatási központokhoz, és az óceánparti üdülőhelyekhez is. Gazdaságának fő ága az ipar. Parobé elhelyezkedése és könnyű megközelíthetősége lehetővé teszi a áruk gyors kiáramlását, akár közúton, akár multimodális rendszerben (légi és vízi út), így az ipari termékek az egész államba és országba eljutnak.